# Nørre Åby kommun
Nørre Åby kommun (danska Nørre Åby Kommune eller Nørre Aaby Kommune) var en kommun i Fyns amt i Danmark. Den uppgick 2007 i Middelfarts kommun.